# Coppa di Finlandia 2017 (pallavolo maschile)
La Coppa di Finlandia 2017 si è svolta dal 27 settembre 2017 al 7 gennaio 2018: al torneo hanno partecipato sedici squadre di club finlandesi e la vittoria finale è andata per la terza volta, la seconda consecutiva, al Vammalan.

## Regolamento
Le squadre hanno disputato primo turno, quarti di finale, giocati con gare di andata e ritorno (viene disputato un golden set in caso di stesso quoziente set), semifinali e finale.

## Squadre partecipanti
| - Akaa - ETTA - Hurrikaani-Loimaa - Karelian Hurmos - Kokkolan Tiikerit - Korson Veto - Kyyjärven Kyky - LEKA | - Lempäälän Kisa - Napapiirin Palloketut - Perungan Pojat - Pielaveden Sampo - Raision Loimu - Rantaperkiön Isku - Turun Toverit - Vammalan |

## Torneo

### Primo turno
| 27 settembre 2017 Keltakankaan liikuntahalli, Rovaniemi Durata: 1h:22 - Spettatori: 190 | Napapiirin Palloketut | 0 - 3 | Perungan Pojat    | 14-25, 11-25, 21-25        |
| 11 ottobre 2017 Oulun urheilutalo, Oulu Durata: 2h:11 - Spettatori: 497                 | ETTA                  | 3 - 1 | Kokkolan Tiikerit | 15-25, 25-21, 26-24, 25-15 |
| 19 ottobre 2017 Toijalan monitoimihalli, Akaa Durata: 1h:34 - Spettatori: 280           | Akaa                  | 0 - 3 | Rantaperkiön Isku | 21-25, 23-25, 17-25        |
| 31 ottobre 2017 Nunnavuoren palloiluhalli, Turku Durata: ? - Spettatori: 150            | Turun Toverit         | 0 - 3 | Vammalan          | 19-25, 17-25, 11-25        |
| 22 ottobre 2017 Kyyjärven Liikuntahalli, Kyyjärvi Durata: ? - Spettatori: 192           | Kyyjärven Kyky        | 0 - 3 | Pielaveden Sampo  | 8-25, 21-25, 21-25         |
| 18 ottobre 2017 Joensuun Urheilutalo, Joensuu Durata: 1h:23 - Spettatori: 259           | Karelian Hurmos       | 0 - 3 | LEKA              | 18-25, 14-25, 11-25        |
| 4 ottobre 2017 Lumon liikuntahalli, Vantaa Durata: 1h:43 - Spettatori: 227              | Korson Veto           | 0 - 3 | Raision Loimu     | 21-25, 23-25, 18-25        |
| 7 ottobre 2017 Hakkarin liikuntahalli, Lempäälä Durata: ? - Spettatori: 227             | Lempäälän Kisa        | 0 - 3 | Hurrikaani-Loimaa | 23-25, 19-25, 18-25        |

### Quarti di finale

#### Andata
| 22 novembre 2017 Lapin Urheiluopisto, Rovaniemi Durata: 2h:25 - Spettatori: 438       | Perungan Pojat    | 3 - 2 | ETTA              | 27-29, 25-19, 25-23, 20-25, 15-13 |
| 26 novembre 2017 Pyynikin Palloiluhalli, Tampere Durata: 1h:32 - Spettatori: 421      | Rantaperkiön Isku | 0 - 3 | Vammalan          | 20-25, 23-25, 14-25               |
| 8 dicembre 2017 Siilinjärven koulukeskus, Siilinjärvi Durata: 1h:39 - Spettatori: 263 | Pielaveden Sampo  | 3 - 0 | LEKA              | 29-27, 25-13, 25-16               |
| 26 novembre 2017 Kerttulan liikuntahalli, Raisio Durata: 2h:25 - Spettatori: 505      | Raision Loimu     | 2 - 3 | Hurrikaani-Loimaa | 16-25, 25-12, 25-21, 24-26, 6-15  |

#### Ritorno
| 13 dicembre 2017 Oulun urheilutalo, Oulu Durata: 2h:26 - Spettatori: 386          | ETTA              | 3 - 1 | Perungan Pojat   | 24-26, 28-26, 25-22, 25-23        |
| 13 dicembre 2017 Studentian liikuntahalli, Kuopio Durata: 2h:37 - Spettatori: 528 | LEKA              | 3 - 2 | Pielaveden Sampo | 25-20, 24-26, 25-22, 20-25, 15-10 |
| 29 novembre 2017 Loimaan Liikuntahalli, Loimaa Durata: 2h:00 - Spettatori: 517    | Hurrikaani-Loimaa | 3 - 1 | Raision Loimu    | 20-25, 25-18, 25-12, 25-16        |

### Final Four
|  | Semifinali        | Semifinali        | Semifinali        |                   |          | Finale   | Finale | Finale |  |
|  |                   |                   |                   |                   |          |          |        |        |  |
|  | ETTA              | ETTA              | 1                 |                   |          |          |        |        |  |
|  | ETTA              | ETTA              | 1                 |                   |          |          |        |        |  |
|  | Vammalan          | Vammalan          | 3                 |                   |          |          |        |        |  |
|  | Vammalan          | Vammalan          | 3                 |                   | Vammalan | Vammalan | 3      |        |  |
|  |                   |                   |                   |                   | Vammalan | Vammalan | 3      |        |  |
|  |                   |                   | Hurrikaani-Loimaa | Hurrikaani-Loimaa | 0        |          |        |        |  |
|  | Pielaveden Sampo  | Pielaveden Sampo  | Hurrikaani-Loimaa | Hurrikaani-Loimaa | 0        | 2        |        |        |  |
|  | Pielaveden Sampo  | Pielaveden Sampo  |                   |                   |          |          |        |        |  |
|  | Hurrikaani-Loimaa | Hurrikaani-Loimaa | 3                 |                   |          |          |        |        |  |

#### Semifinali
| 6 gennaio 2018 Kupittaan Palloiluhalli, Turku Durata: 1h:52 - Spettatori: 1 527 | ETTA             | 1 - 3 | Vammalan          | 20-25, 25-18, 16-25, 18-25        |
| 6 gennaio 2018 Kupittaan Palloiluhalli, Turku Durata: 2h:14 - Spettatori: 1 663 | Pielaveden Sampo | 2 - 3 | Hurrikaani-Loimaa | 25-20, 18-25, 25-21, 18-25, 16-18 |

#### Finale
| 7 gennaio 2018 Kupittaan Palloiluhalli, Turku Durata: 1h:26 - Spettatori: 204 | Vammalan | 3 - 0 | Hurrikaani-Loimaa | 25-20, 25-21, 25-18 |